# Pascal Auriat
Pascal Auriat, de son vrai nom Jean-Paul Vuillerme, est un auteur-compositeur-interprète et producteur de musique français, né le 7 février 1948 à Paris et mort le 19 janvier 1989 à Suresnes (Hauts-de-Seine).

## Biographie
Il devient connu du grand public en 1973, date à laquelle Dalida enregistre Il venait d'avoir 18 ans, dont il a composé la musique et dont son ami Pascal Sevran a écrit les paroles avec Simone Gaffie.
Pascal Auriat produit et manage également plusieurs artistes comme Jean Guidoni, Linda de Suza ou encore David et Jonathan.
Il adhère à la Sacem comme auteur-compositeur stagiaire le 20 octobre 1966.
C'est à lui que Johnny Stark aurait confié la mission de lui succéder comme manager de Mireille Mathieu mais le destin en décide autrement, puisque Stark et lui disparaissent tous deux en 1989.

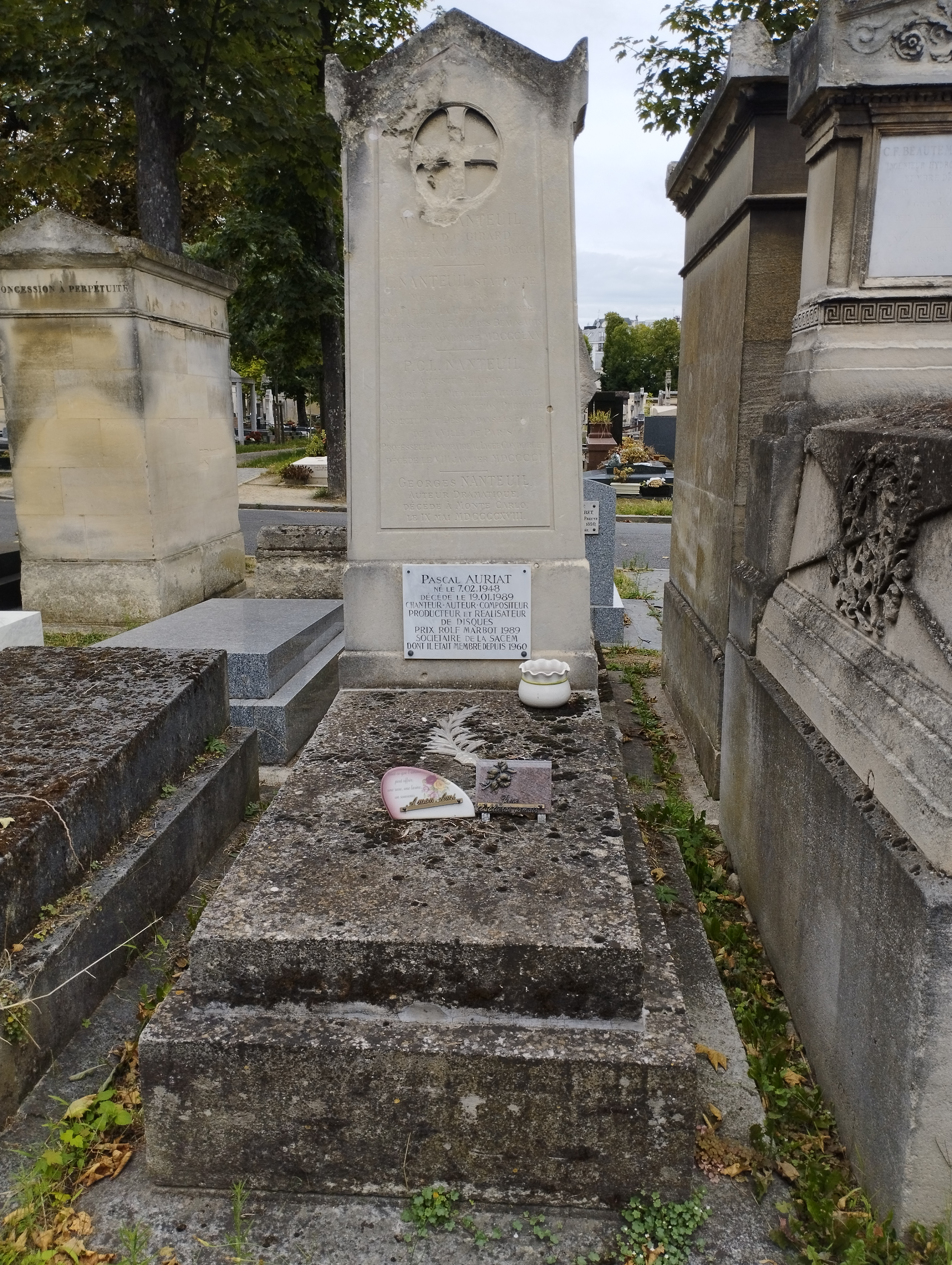
Tombe de Pascal Auriat au cimetière du Montparnasse (division 13).

En 1970, il se fait photographier nu pour l'illustration d'une de ses pochettes de disque (Et si c'était ton fils), ce qui provoque un scandale obligeant son producteur, la société Briand, à refaire une pochette plus conforme aux mœurs de cette époque[réf. nécessaire].
Entre 1967 et 1975, il a enregistré au moins sept 45 tours et un album.
En 1978, il compose, sur des paroles de Pierre Delanoë, la musique de la chanson-thème francophone de la série animée Goldorak, interprétée par Noam Kaniel. Le 45 tours produit par Haim Saban se vend à quatre millions d'exemplaires.
En 1988, il compose la musique du titre Quand je t'aime, interprété par Demis Roussos sur des paroles signée Didier Barbelivien.
Il meurt du sida le 19 janvier 1989 à Suresnes à l'âge de 40 ans, et est inhumé au cimetière du Montparnasse (division 13).